# Peter Shalulile
Peter „Pikes“ Taanyanda Shalulile (* 23. Oktober 1993 in Engela) ist ein namibischer Fußballspieler. Er spielt im Sturm.

## Sportliche Karriere
Shalulile begann seine Karriere in der Namibia Premier League bei Tura Magic. Hier spielte er von 2011 bis 2015, ehe er nach Südafrika zum Highlands Park FC wechselte. Nach fünf Jahren dort ging es zu Mamelodi Sundowns. In der PSL-Saison 2019/20 wurde Shalulile mit 16 Toren und in der Saison 2021/22 mit 23 Toren Torschützenkönig. Im Juli 2022 verlängerte er seinen Vertrag bei Mamelodi um weitere fünf Jahre.
Seit 2014 spielt Shalulile in der namibischen Nationalmannschaft. Mit bisher (Stand Juli 2023) 16 Toren ist er der erfolgreichste Torschütze in der Nationalmannschaft.
Shlaulile wurde für die PSL-Saison 2020/21 und 2021/22 zum Fußballer der Saison durch die Erstligatrainer bzw. Spieler gewählt.

## Erfolge
2020
- Torschützenkönig der PSL (16 Tore)

2021
- DStv Spieler des Monats (Mai)
- Spieler der Saison 2020/21 der PSL
- Spielerwahl Spieler der Saison 2021/22 der PSL
- Bester Spieler der Saison des Kick Off-Magazins
- Südafrikas Spieler des Monats (August/September)
- Südafrikanischer Meister

2022
- Spieler der Saison 2021/22 der PSL
- Spielerwahl Spieler der Saison 2021/22 der PSL
- Torschützenkönig der PSL (23 Tore)
- Südafrikanischer Meister

2023
- Südafrikanischer Meister
- Torschützenkönig der PSL (12 Tore)
- Torschützenkönig der CAF Champions League (6 Tore)
- PSL Spieler der Saison
- Sieger der African Football League